# Bragino (rejon wołogodzki)
Bragino (ros. Брагино) – wieś w Rosji, w rejonie wołogodzkim obwodu wołogodzkiego. W 2010 r. liczyła 29 mieszkańców.